# Trollsparvuggla
Trollsparvuggla (Glaucidium gnoma) är en fågel i familjen ugglor inom ordningen ugglefåglar.

## Utseende och läte
Trollsparvuggla är en liten (16–18 cm) och kompakt uggla med ett stort och runt huvud utan örontofsar, korta och rundade vingar samt relativt lång stjärt. Fjäderdräkten är brun med vita fläckar på ryggen och längsstreckad undersida. Den har vidare korta vita ögonbryn och små vita prickar på hjässan, till skillnad från rostsparvugglans som är streckad. På baksidan av huvudet syns två ögonlika mörka fläckar. Näbben är gul, liksom ögonen. Sången består av en serie ljusa och ihåliga dubblerade visslingar. Hanar och honor kan ibland sjunga samtidigt i duett. Rostsparvugglan har en liknande sång, men är snabbare med hårdare toner. Lätet är en snabb, ljus och kort drill som ofta föregår sången. 
Både utseende och läten varierar geografiskt. Nordliga fåglar tenderar att vara mindre rostfärgad än nominatformen, med längre vingar och stjärt. Även bland de i Nordameriak finns variation, där fåglar utmed Stillahavskusten tenderar att vara mörkare och brunare än de inåt landet i Klippiga Bergen, med långsammare sång. De på Californiahalvön (hoskinskii) är små men långstjärtade, mer brun- än svartstreckad undertill och med ett ljusare brunt band över strupen. Hos båda dessa är visslingarna i sången ej heller dubblerade. 

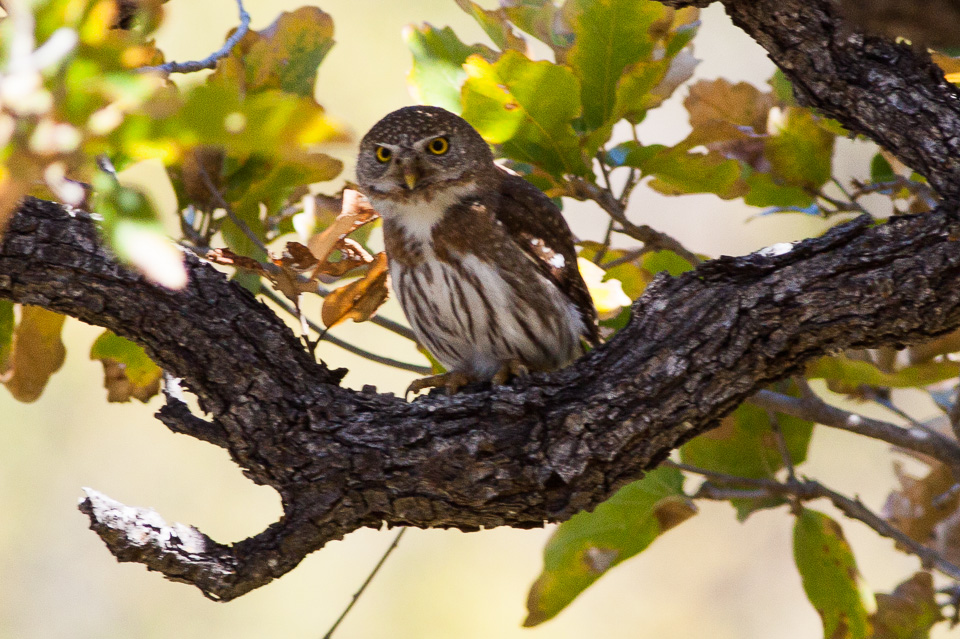
Trollsparvuggla på Californiahalvön, ibland urskild som egna arten "californiasparvuggla".

## Utbredning och systematik
- Glaucidium gnoma grinnelli – sydöstra Alaska till norra Kalifornien
- Glaucidium gnoma swarthi – Vancouver Island (Kanada)
- Glaucidium gnoma californicum – centrala British Columbia (Kanada) till sydvästra USA
- Glaucidium gnoma pinicola – Klippiga bergen i västcentrala USA och norra Mexiko
- Glaucidium gnoma gnoma – sydvästra Arizona i USA till centrala Mexiko
- Glaucidium gnoma hoskinsii – södra delen av halvön Baja California i nordvästra Mexiko
- Glaucidium gnoma cobanense – södra Mexiko till Guatemala och Honduras

Trollsparvugglan har ofta delats upp i fyra arter, framför allt på grund av skillnader i sång: "guatemalasparvuggla" (G. cobanense), "mexikansk sparvuggla" (G. gnoma), "californiasparvuggla" (G. hoskinsii) och "trollsparvuggla" (G. californicum, inklusive swarthi, grinnelli och pinicola. I AviList förenas de som en och samma art. Skillnaderna sången emellan verkar vara klinal i vissa områden och genetiska studier är begränsade till mitokondrie-DNA hos gnoma och californicum.

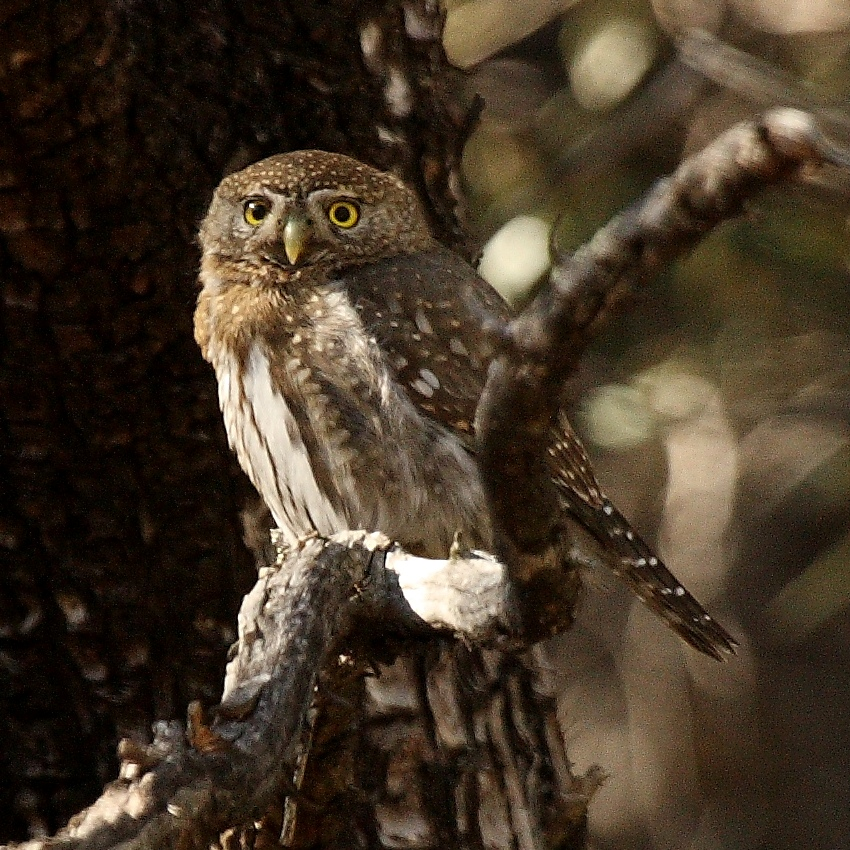
"Mexikansk sparvuggla" fotograferad i Arizona.

## Levnadssätt
Trollsparvugglan hittas i skogsområden, från lövskogar utmed vattendrag till högt belägna barrskogar vid trädgränsen. Den kan också påträffas bland poplar och aspar. I södra delarna av utbredningsområdet hittas den i bergstrakter i skogar med tall och ek, liksom i mer buskartade skogar. Vintertid söker de sig till lägre liggande områden och kan då ta sig in i städer där de ofta ses jaga småfåglar vid fågelmatningar. 

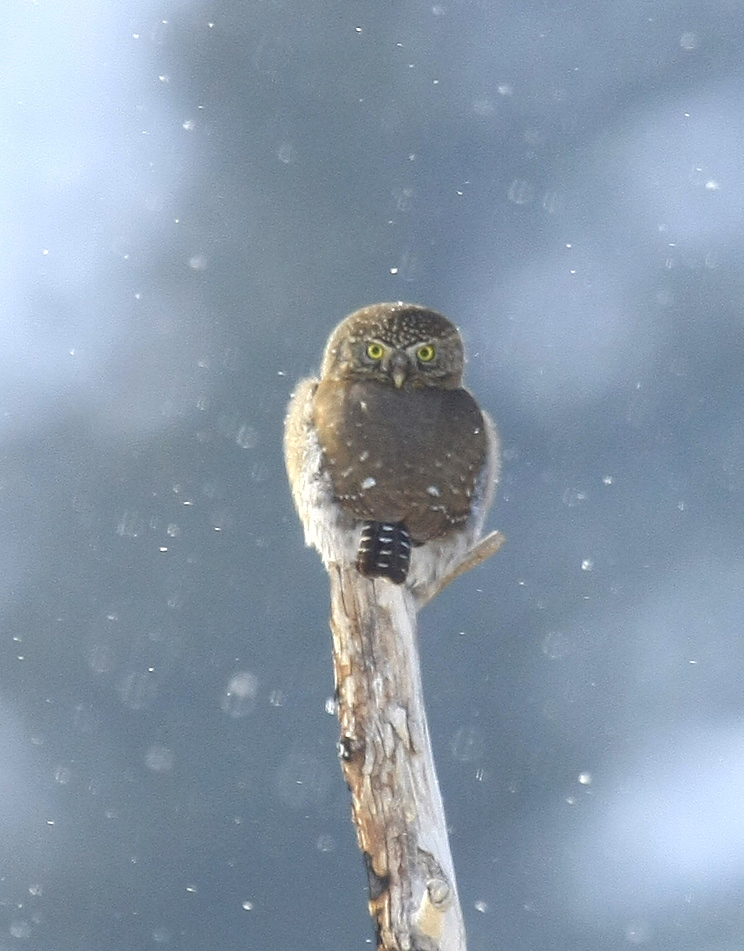

Liksom andra sparvugglor är den inte nattaktiv, vilket gör att den är lättare att få syn på än andra ugglor, framför allt när de sitter i toppen av ett träd. Födan består framför allt av små fåglar, som kolibrier, amerikanska sparvar, mesar och skogssångare, men även små däggdjur som jordekorrar, mullvadar och näbbmöss. Ibland kan den dock ta större byten flera gånger tyngre än sin egen vikt som virginiavaktel och kalifornientofsvaktel. Den tar även insekter som skalbaggar, fjärilar, syrsor och trollsländor, liksom kräldjur som ödlor och skinkar.
Trollsparvugglan häckar i trädhål vari den lägger två till sju ägg. Till skillnad från exempelvis rostpärlugglan har den inte noterats använda sig av holkar.

## Status och hot
IUCN bedömer hotstatus för hoskinskii, cobanense, gnoma och övriga underarter var för sig, alla som livskraftiga.